# Arnošt Chotek z Chotkova
Arnošt hrabě Chotek z Chotkova (Arnošt Antonín Karel Boromeus Jan Nepomuk Nicephorus říšský hrabě Chotek z Chotkova a Vojnína; 13. března 1844 Praha – 24. ledna 1927 Veltrusy) byl český šlechtic a rakouský generál ze starého rodu Chotků. Od mládí sloužil v rakouské armádě a dosáhl hodnosti generálmajora, souběžně působil ve vysokých dvorských hodnostech u různých členů habsburské dynastie. Do roku 1918 byl dědičným členem Panské sněmovny a předposledním soukromým majitelem zámku ve Veltrusech.

## Kariéra v armádě a u dvora

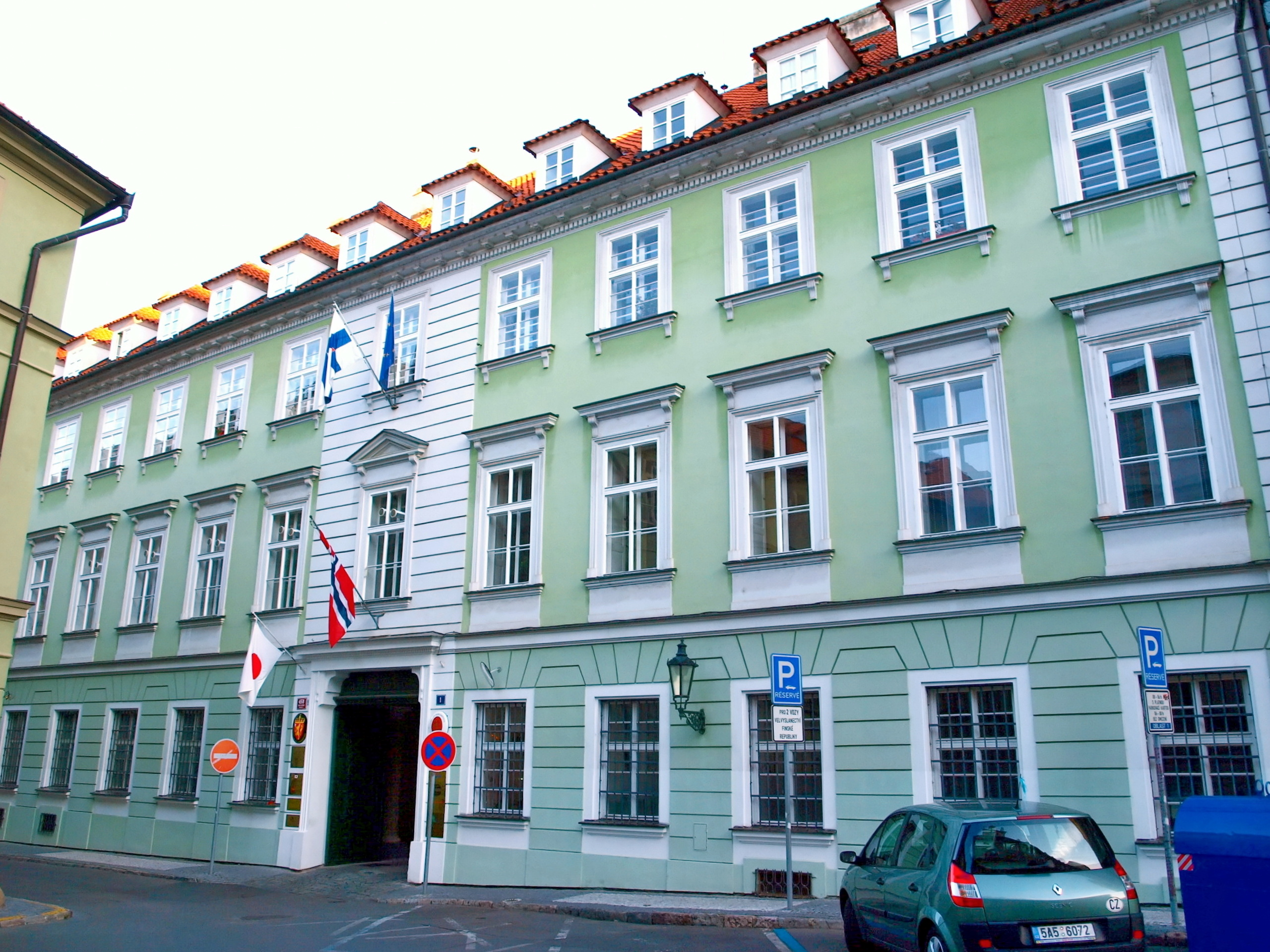
Chotkův palác na Malé Straně, rodiště Arnošta Chotka

Pocházel ze starobylého šlechtického rodu Chotků, narodil se v Chotkovském paláci v Praze na Malé Straně jako čtvrtý a nejmladší syn hraběte Jindřicha Chotka (1802–1864) a jeho manželky Karolíny, rozené hraběnky von und zu Eltz (1810–1862). Dětství trávil střídavě na rodových sídlech v Kačině a ve Veltrusech. Stejně jako další členové rodu Chotků vynikal v kresbě a jeho dětské kresby i práce z pozdějšího věku jsou dnes uloženy ve sbírkách Národní galerie. Základní vzdělání získal v Kutné Hoře (poblíž hlavního rodového sídla v Kačině), poté dálkově studoval gymnázium v Praze a odmaturoval v roce 1866. I když byl jako příslušník vlivného šlechtického rodu v roce 1864 zproštěn vojenské služby (po zaplacení předepsané taxy), za prusko-rakouské války v roce 1866 vstoupil jako dobrovolník do armády. I když se po maturitě zapsal na právnickou fakultu Univerzity Karlovy, po válce již jako podporučík zůstal v armádě.

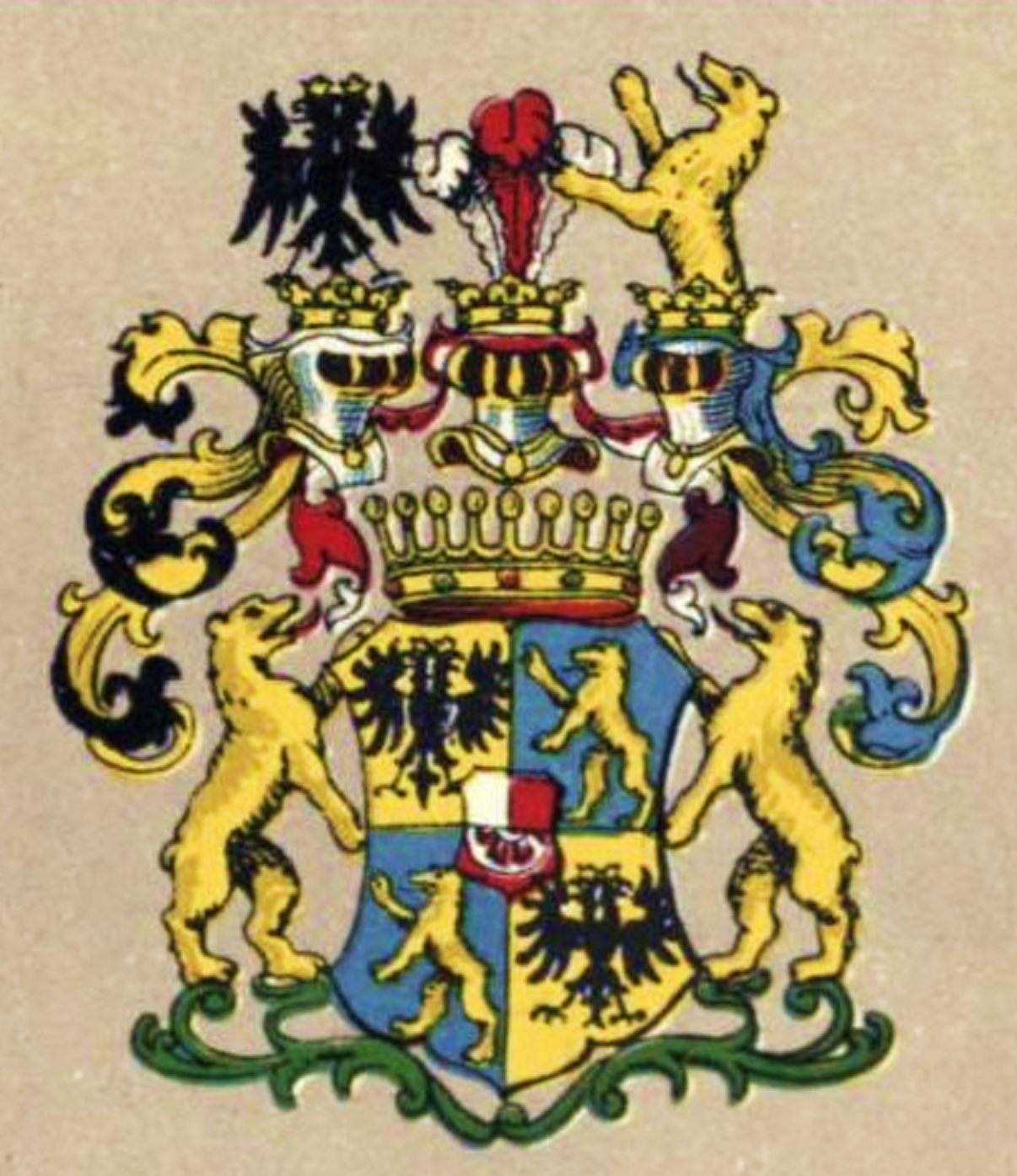
Erb Chotků z Chotkova a Vojnína

Jako důstojník sloužil v 60. a 70. letech nejprve v Pardubicích, poté strávil několik let v Horních Uhrách a následně působil u několika posádek na různých místech v Čechách. V roce 1874 byl jmenován c. k. komořím, v té době byl též členem tělesné gardy císaře Františka Josefa I. Souběžně postupoval v hodnostech a od roku 1890 byl jako major pobočníkem arcivévody Albrechta. V letech 1895–1903 byl nejvyšším hofmistrem arcivévodkyně Alžběty a v roce 1895 získal titul tajného rady. Arcivévodkyni Alžbětu doprovázel na cestách za jejími potomky a pobýval díky tomu mimo jiné v Bavorsku, Itálii nebo Španělsku. V roce 1897 byl povýšen na plukovníka, při pobytech ve Vídni měl k dispozici vlastní byt. Z titulu hofmistrovské funkce organizoval ještě pohřeb arcivévodkyně Alžběty a především pobyt její dcery, španělské královny Marie Kristiny ve Vídni. Při odchodu na penzi byl povýšen na generálmajora, obdržel Řád železné koruny a byla mu přiznána penze ve výši 6 600 korun ročně (1903). Ve výslužbě žil nadále ve Vídni a byl členem řady spolků a institucí. Řadu let si vedl pečlivé deníkové záznamy, díky nimž je podrobně zmapován jeho soukromý život i profesní kariéra.

## Rodinné a majetkové poměry

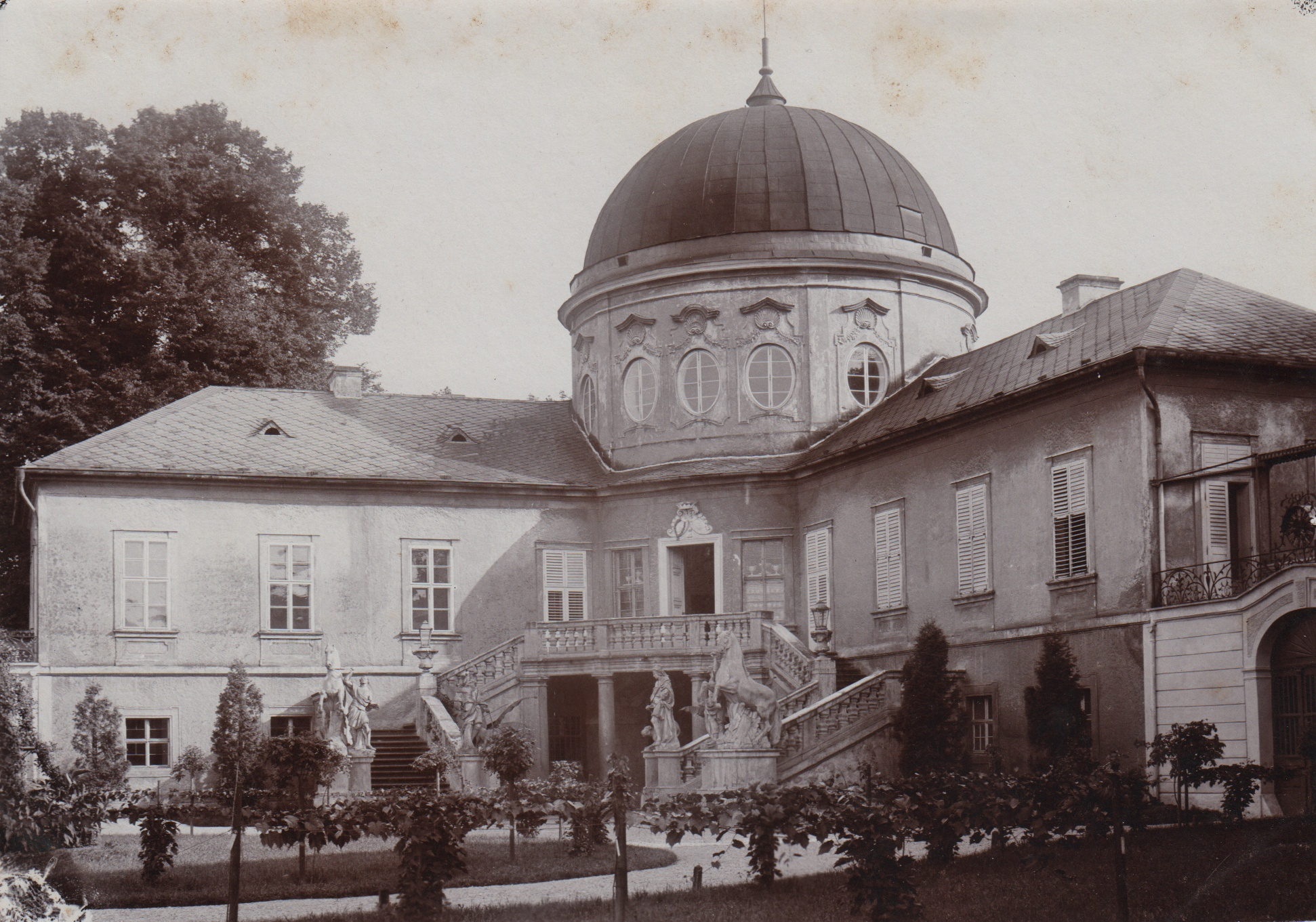
Zámek Veltrusy v podobě z počátku 20. století

V roce 1911 po smrti staršího bratra Emericha (1833–1911) zdědil velkostatek Veltrusy, kam se hned nastěhoval. K veltruskému velkostatku v té době patřilo 2 064 hektarů půdy. Druhou část Emerichova dědictví (Kačina, Nové Dvory) převzali spříznění Thun-Hohensteinové, s nimiž Arnošt Chotek vedl několikaletý spor o finanční vyrovnání. Po bratru Emerichovi převzal Arnošt také dědičné místo v rakouské Panské sněmovně a příležitostně zajížděl do Vídně, převážně ale pobýval ve Veltrusech. Měl zájem na vyrovnaném hospodaření velkostatku, realizoval také četné stavební úpravy zámku. V červenci 1914 se zúčastnil pohřbu své vzdálené sestřenice Žofie Chotkové zavražděné při atentátu v Sarajevu, za první světové války poskytl část veltruského zámku pro potřeby Červeného kříže. I když byl věrným stoupencem Habsburků, překvapivě dobře se vyrovnal se zánikem monarchie a vznikem Československa. Se zapojením do veřejného života ve Veltrusech mu mimo jiné pomohla dobrá znalost češtiny, kterou ovládal již od dětství (a také z českého jazyka maturoval). Do chodu veltruského velkostatku zasáhla pozemková reforma, ale Pozemkový úřad přihlédl k uměleckým hodnotám komplexu veltruského parku a zámku. Bylo ve veřejném zájmu, aby ochranu kulturních památek mohli Chotkové nadále financovat z výnosů velkostaku. Od roku 1921 žil ve Veltrusech Arnoštův předurčený dědic Karel Chotek (1887–1970) z velkobřezenské větve rodu, který později částečně převzal i správu velkostatku.
Arnošt Chotek zemřel na zámku Veltrusy 24. ledna 1927 ve věku 82 let. Čistá hodnota jeho majetku byla v dědickém řízení vyčíslena na necelých šest miliónů korun. Univerzálním dědicem se stal poslední potomek rodu Chotků Karel Chotek (1887–1970), který již v předešlém roce zdědil také Velké Březno.

## Řády a vyznamenání
Během vojenské služby získal několik ocenění, vzhledem ke své dlouholeté službě u arcivévodkyně Alžběty obdržel i vyznamenání od zahraničních panovníků. Kromě toho byl čestným rytířem Maltézského řádu.

### Rakousko-Uhersko
- Řád železné koruny III. třídy
- Jubilejní pamětní medaile
- Válečná medaile
- Služební odznak pro důstojníky

### Zahraničí
- velkokříž Řádu Isabely Katolické (Španělsko)
- Záslužný řád bavorské koruny I. třídy (Bavorsko)
- komandér Řádu sv. Michaela (Bavorsko)
- Řád červené orlice III. třídy (Německo)
- Řád pruské koruny II. třídy (Německo)
- Řád lva a slunce IV. třídy (Persie)
- rytíř Řádu Albrechtova (Sasko)
- rytíř Řádu württemberské koruny (Württembersko)